# Черневский сельсовет (Волоколамский район)
Черневский сельсовет — упразднённая административно-территориальная единица, существовавшая на территории Московской губернии и Московской области в 1925—1973 годах.
Черневский сельсовет был образован в 1925 году в составе Осташёвской волости Волоколамского уезда Московской губернии.
По данным 1926 года в состав сельсовета входили 2 населённых пункта — Чернево и Лазарево, а также 1 хутор.
В 1929 году Черневский с/с был отнесён к Волоколамскому району Московского округа Московской области.
4 января 1939 года Черневский с/с был вошёл в новообразованный Осташёвский район.
17 июля 1939 года к Черневскому с/с были присоединены селения Внуково и Трулиси упразднённого Внуковского с/с, а также селение Житаха упразднённого Новлянского с/с.
22 июня 1951 года селение Житаха было передано из Черневского с/с в Больше-Сытьковский с/с Шаховского района.
4 января 1952 года Черневскому с/с было передано селение Новлянское Клишинского с/с.
7 декабря 1957 года Осташёвский район был упразднён, а Черневский с/с возвращён в состав Волоколамского района.
20 апреля 1961 года в Черневский с/с из Бухоловского с/с Шаховского района был передан дом отдыха Центросоюза СССР «Красная Гора».
26 декабря 1962 года Волоколамский район был переименован в Волоколамский сельский, в состав которого вошёл Черневский с/с.
21 ноября 1964 года Волоколамский сельский район был переименован в Волоколамский, в состав которого вошёл Черневский с/с.
7 августа 1973 года Черневский с/с был упразднён. При этом его территория была передана в Кармановский с/с.